# Canotaj la Jocurile Olimpice de vară din 2020 - Patru rame fără cârmaci feminin
Proba feminină de canotaj patru rame fără cârmaci de la Jocurile Olimpice de vară din 2020 a avut loc în perioada 24-28 iulie 2021 pe Sea Forest Waterway.

## Program
Orele sunt ora Japoniei (UTC+9) 
| Data                    | Timp  | Etapă        |
| ----------------------- | ----- | ------------ |
| Sâmbătă, 24 iulie 2021  | 11:20 | Calificări   |
| Duminică, 25 iulie 2021 | 13:00 | Recalificări |
| Miercuri, 28 iulie 2021 | 8:30  | Finalele A/B |

## Rezultate

### Calificări
Primele două echipaje din fiecare cursă s-au calificat în finală, celelalte urmând a concura în recalificări.

#### Calificări - cursa 1
| Loc | Culoar | Țară           | Timp    | Note |
| --- | ------ | -------------- | ------- | ---- |
| 1   | 4      | Olanda         | 6:33,47 | C    |
| 2   | 3      | China          | 6:38,54 | C    |
| 3   | 1      | Canada         | 6:40,07 | R    |
| 4   | 2      | Marea Britanie | 6:41,02 | R    |
| 5   | 5      | Polonia        | 6:48,33 | R    |

#### Calificări - cursa 2
| Loc | Culoar | Țară                       | Timp    | Note |
| --- | ------ | -------------------------- | ------- | ---- |
| 1   | 1      | Australia                  | 6:28,76 | C    |
| 2   | 2      | Irlanda                    | 6:28,99 | C    |
| 3   | 3      | România                    | 6:40,02 | R    |
| 4   | 5      | Statele Unite ale Americii | 6:43,80 | R    |
| 5   | 4      | Danemarca                  | 6:50,15 | R    |

### Recalificări
Primele două echipe se vor califica în Finala A, celelalte urmând a juca în Finala B (care nu contează la acordarea de medalii).
| Loc | Culoar | Țară                       | Timp    | Note |
| --- | ------ | -------------------------- | ------- | ---- |
| 1   | 5      | Marea Britanie             | 6:46.20 | C    |
| 2   | 6      | Polonia                    | 6:46.57 | C    |
| 3   | 2      | România                    | 6:47,38 | FB   |
| 4   | 1      | Canada                     | 6:51,71 | FB   |
| 5   | 3      | Statele Unite ale Americii | 6:53,26 | FB   |
| 6   | 4      | Danemarca                  | 7:01,17 | FB   |

### Finala B
| Loc | Culoar | Țară                       | Timp    | Note |
| --- | ------ | -------------------------- | ------- | ---- |
| 7   | 1      | Statele Unite ale Americii | 6:33,65 |      |
| 8   | 4      | Danemarca                  | 6:34,72 |      |
| 9   | 2      | România                    | 6:35,12 |      |
| 10  | 3      | Canada                     | 6:35,13 |      |

### Finala A
| Loc | Culoar | Țară           | Timp    | Note           |
| --- | ------ | -------------- | ------- | -------------- |
| 1   | 3      | Australia      | 6:15,37 | Record olimpic |
| 2   | 4      | Olanda         | 6:15,71 |                |
| 3   | 2      | Irlanda        | 6:20,46 |                |
| 4   | 1      | Marea Britanie | 6:21,52 |                |
| 5   | 5      | China          | 6:25,13 |                |
| 6   | 6      | Polonia        | 6:29,95 |                |